# Marian Rodzeń
Marian Wiesław Rodzeń (ur. 8 stycznia 1946 w Siedliszczu) – polski działacz państwowy, prezydent Płocka (1986–1990), wicewojewoda płocki (1994–1997). 

## Życiorys
Z wykształcenia jest ekonomistą, przez wiele lat był żołnierzem zawodowym (m.in. zastępcą szefa Wojewódzkiego Sztabu Wojskowego w Płocku). Od 1980 mieszka na stałe w Płocku. W latach 1986–1990 sprawował funkcję prezydenta Płocka, następnie z ramienia Sojuszu Lewicy Demokratycznej wicewojewody płockiego (1994–1997). Pełnił obowiązki wiceprezesa Zarządu Okręgowego Ligi Obrony Kraju. W 1998 uzyskał mandat radnego sejmiku województwa mazowieckiego (także z ramienia SLD). W 2002 z listy SLD-UP bez powodzenia ubiegał się o reelekcję. Od maja 2000 do października 2005 pełnił obowiązki prezesa płockiej delegatury NFZ.